# Kəlağayı
A kəlağayı (ejtsd: kelaghaji, IPA: [kælɑɣɑjɯ]) a hagyományos azeri népviselet egyik eleme. Női fejkendő, négyzet alakú selyemsál speciális mintával. Az UNESCO 2014. novemberi 9-ei ülésén a kəlağayıt, annak készítését és viselésének módjait mint hagyományos népművészeti alkotást felvette a világ szellemi kulturális örökségének listájára.

## Története
A  kəlağayı anyagát képező selyem előállításának alapját a selyemhernyó-tenyésztés adja. Közismert, hogy Európába két szerzetes bambusznádba rejtve hozta 552-ben az első selyemhernyópetéket. Az azerbajdzsáni Basqalban, az azeri selyemipar központjában, bár a konkrét megjelenés időpontja írásos dokumentumok híján nem tudható, bizonyos, hogy már a középkorban tenyésztettek selyemhernyót, és készítettek selymet. 1862-ben a londoni világkiállításon a șəki selymet éremmel ismerték el, 1870-ben szintén Londonban a basqali kəlağayıt díjazták ezüstéremmel. Az azerbajdzsáni selyem legnagyobb feldolgozója Európában a lyoni Saint Étien cég volt.[forrás?] A 20. században Şəkiben volt a világ egyik legnagyobb selyemhernyó-tenyésztő telepe.

## Jellemzői
A mugham és az azerbajdzsáni szőnyegek mellett az ország népművészetének és háziiparának legnevezetesebb alkotása a kəlağayı, igazi azerbajdzsanikum. Készítése a selyemút idejére nyúlik vissza.  Azerbajdzsán északi területein a selyemút mentén a Kaukázus déli lábainál már a középkorban ismerték a selyem előállításának eszközeit. Ismert volt a selyemhernyó-tenyésztés és selyemkészítés. Şəki, Şamaxı és Basqal városok voltak a selyemfeldolgozás központjai. Ezekben a városokban alakultak ki a kəlağayıt készítő selyemműves-műhelyek. A műhelyeknek évszázados hagyományokon alapuló, apáról fiúra szálló titkos festési eljárásai és ami még fontosabb, a magyarországi kékfestő műhelyek hagyományaihoz hasonlóan, saját mintakincsük (nyomóformáik, dúcaik) volt és van ma is. 

Buta tradicionális azerbajdzsáni/perzsa minta

A kəlağayı hagyományos mérete 150x150 vagy 160x160 cm. Két alaptípus létezik, az egyik, amikor a kendő teljes felszínét minta díszíti, a másik, amikor minta csak a kendő szélein van. A hagyományosan legelterjedtebb minta a buta, ez a minta díszíti a vidéken élő idős nénik kendőinek zömét. A minta részletei régiónként eltérőek (pl. Şah buta, Saya buta, Xırda buta). Napjainkban a buta mellett gyakoriak a geometrikus alakzatok, a virágminták, gyümölcs- vagy levélábrázolások.

## Készítése
A  kəlağayı készítésének technikája alapvetően nem különbözik az indonéz batikolástól vagy a közép-európai kékfestéstől. Az alapvető különbség, amiben a kəlağayı abszolút egyedi a világon, az alapanyag. A batik vagy a kékfestés alapanyaga a vászon, a  kəlağayı pedig kizárólag selyemből készül. A kəlağayı hagyományos készítésének három fontos fázisa a selyemszövés, a selyemfestés és mintázás. Ez utóbbi a kékfestésben is használt eljáráshoz hasonló. A mintát a dúcokkal forró viasszal bevont selyemre viszik fel, és ezt követően színezik. A viasz (gátlószer) felvitelét a kelmére fadúcokkal végezik, amelyekbe belefaragták a mintát. A fából faragott dúcokat mára kiszorították a rézszegekkel vagy huzalokkal kivert formák. A nyomódúcot, amelyen a mintát kialakították, kiemelkedő részein bevonják a fedőanyaggal, és a hagyományos módszer szerint kézzel nyomják rá a kelmére. A fedőanyag száradás után elzárja a mintázott felületet. Színezésre növényi festéket használnak.